# Айбеншток
А́йбеншток (нем. Eibenstock) — город в Германии, в земле Саксония. Подчинён административному округу Хемниц. Входит в состав района Рудные Горы (район Германии).  Население составляет 8136 человек (на 31 декабря 2010 года). Занимает площадь 90,35 км². Официальный код  —  14 1 91 120.
Город подразделяется на 8 городских районов.
В Айбенштоке 8 марта 1858 родился известный немецкий профессор и протестант-богослов Пауль Древс.

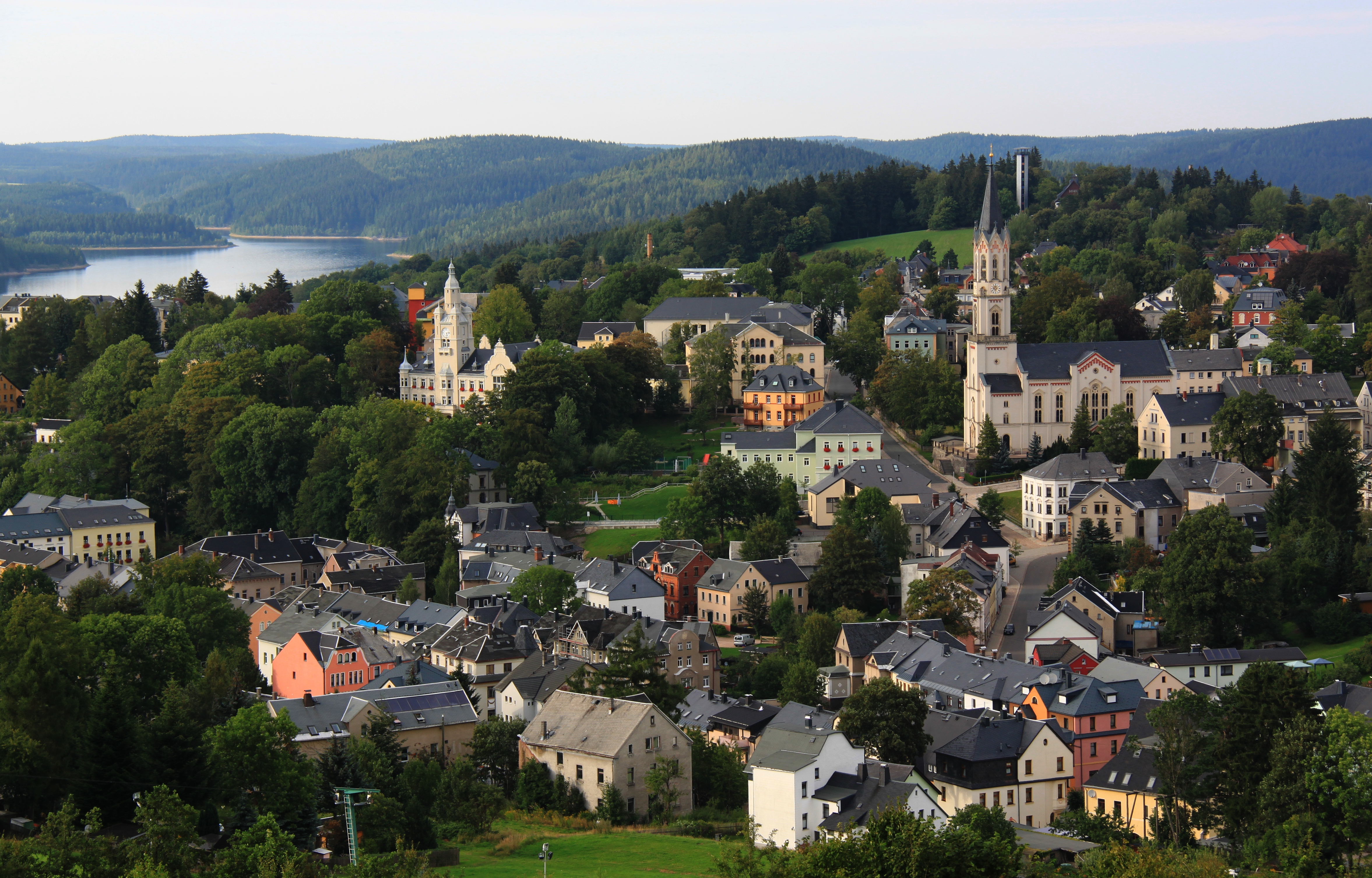
Общий вид центра города
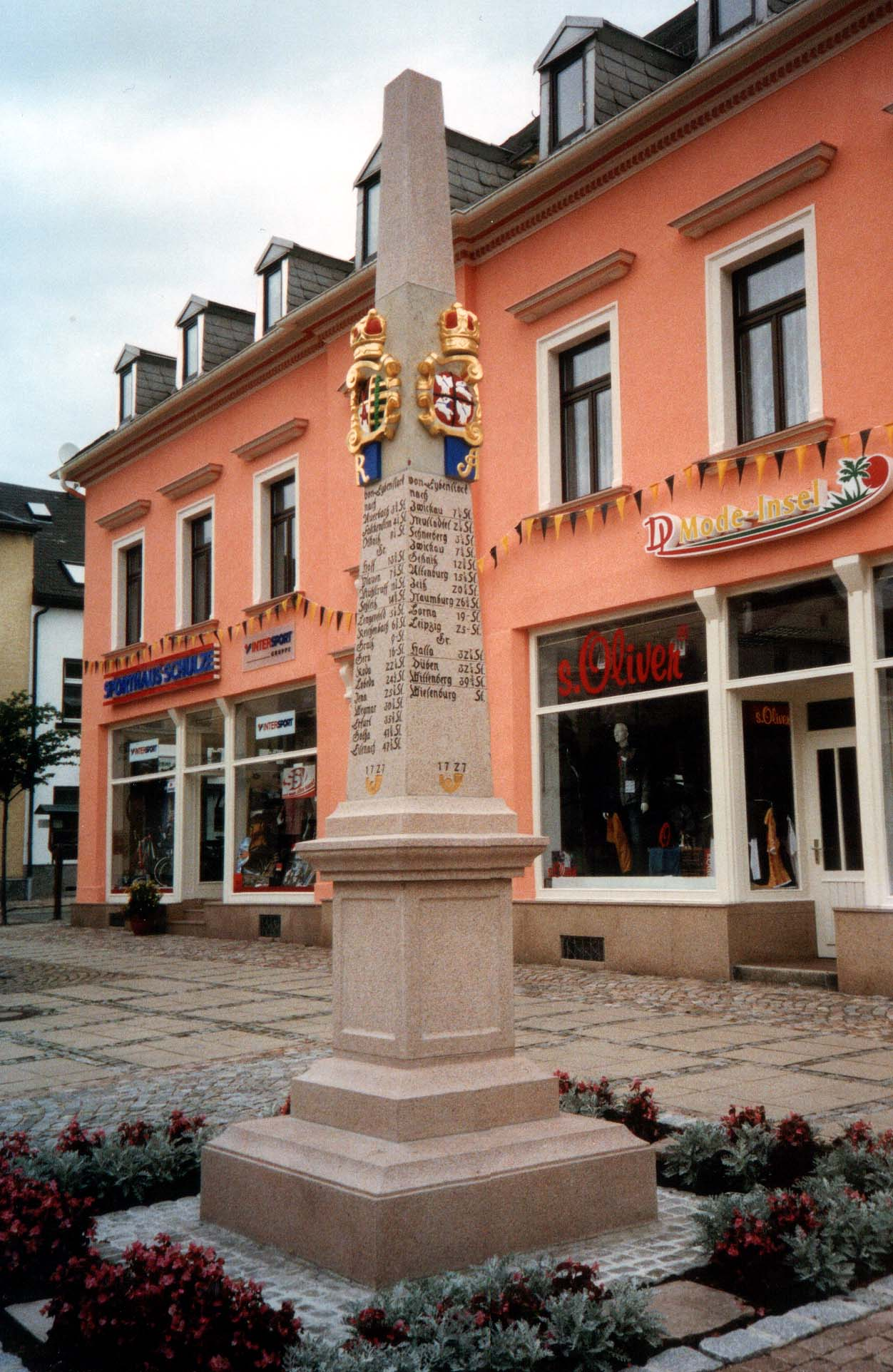